# مارتن هلوشك
مارتن هلوشك هو لاعب كرة قدم سلوفاكي في مركز الوسط، ولد في 2 أكتوبر 1979 في كوشيتسه في سلوفاكيا. لعب مع نادي روجومبيروك ونادي كوشيتسه.